# ペメトレキセド
ペメトレキセド（Pemetrexed、開発コードLY231514）は、抗がん剤の一種である。分子構造のよく似た葉酸の代謝を阻害することで細胞に傷害を与える（葉酸代謝拮抗剤）。点滴静注薬であり、主に悪性胸膜中皮腫および非小細胞肺癌に対する治療薬として使われる。イーライリリー・アンド・カンパニーにより開発され、2ナトリウム7水和物が商品名アリムタ (Alimta) として製造・販売されている。
ペメトレキセドナトリウム水和物は白色〜微黄色または黄緑色の凍結乾燥された結晶性の粉末であり、化学式は C20H19N5Na2O6・7H2O、分子量は597.49 g/molである。これを溶解して点滴静注で使用する。2004年2月5日、米国食品医薬品局により悪性胸膜中皮腫への治療薬として米国で承認を受け、さらに2004年8月19日、非小細胞肺癌の治療薬として追加承認された。その後、EU、オーストラリア、カナダ、タイ、シンガポール、中国、台湾など、多くの国で承認を受けた。
2006年6月26日、日本イーライリリーは本薬剤の製造販売承認を厚生労働省に申請した。厚生労働省はアリムタを薬事承認の優先審査の対象とし、2007年1月4日、悪性胸膜中皮腫治療薬として製造販売承認した。同年1月19日、中央社会保険医療協議会は本薬剤を薬価基準収載し、アリムタ注射用 500 mg 1バイアルで240,649円と決定した。

## 副作用
副作用は必発である。因果関係を否定できない死亡例が、臨床試験通算で1.08%生じている。
添付文書に記載されている重大な副作用は、
- 白血球減少（71.6%）、好中球減少（64.4%）、ヘモグロビン減少（54.2%）、リンパ球減少（51.1%）、血小板減少（46.2%）、貧血、発熱性好中球減少、汎血球減少症、
- 重篤な感染症（敗血症、肺炎等）、間質性肺炎（3.6%）、ショック、アナフィラキシー、
- 重度の下痢（1.3%）、脱水（1.3%）、クレアチニン上昇（7.1%）、腎不全、クレアチニン・クリアランス低下、
- 中毒性表皮壊死融解症（Toxic Epidermal Necrolysis：TEN）、皮膚粘膜眼症候群（Stevens-Johnson症候群）

である。（頻度未記載は頻度不明）
5%以上に発現する副作用は、血糖値上昇、頭痛、めまい、感覚神経障害、ほてり、食欲不振、悪心、嘔吐、便秘、下痢、口内炎・咽頭粘膜炎、消化不良、AST（GOT）上昇、ALT（GPT）上昇、血中LDH上昇、血中Al-P上昇、ビリルビン上昇、γ-GTP上昇、発疹、瘙痒症、アルブミン低下、電解質異常、尿潜血陽性、蛋白尿、総蛋白減少、BUN上昇、倦怠感、発熱、CRP上昇、疲労、体重減少、熱感、白血球増多、好中球増多、血小板増多、浮腫である。

## 作用機序
ペメトレキセドは葉酸に分子構造が類似している葉酸代謝拮抗剤である。
プリンおよびピリミジンの合成に使用される3つの酵素、すなわちチミジル酸生成酵素、ジヒドロフォレート還元酵素 (DHFR)、グリシンアミドリボヌクレオチド・ホルミル基転移酵素 (GARFT) を阻害することにより作用する。プリンおよびピリミジン・ヌクレオチド前駆体の合成を阻害することによって、正常な細胞および癌細胞の両方の成長および存続のために必要になるDNAとRNAの合成を防ぐ。

## 臨床成績

### 悪性胸膜中皮腫
456名の手術不能で未治療の悪性中皮腫患者（主に白色人種）を対象にした第III相臨床試験 にて、シスプラチンとペメトレキセド併用投与群226名では生存期間中央値12.1か月、無増悪期間中央値5.7か月、奏功率41.3%であり、シスプラチン単独投与群222名の生存期間中央値9.3か月、無増悪期間中央値3.9か月、奏功率16.7%を有意に上回り、また死亡リスクを23%減少させた。また、ビタミンB12製剤を併用することで、副作用が軽減された。

### 非小細胞肺癌
既治療非小細胞肺癌患者171名を対象にした第III相臨床試験 にて、既治療非小細胞肺癌に対する標準療法であるドセタキセル投与群では生存期間中央値7.9か月、無増悪期間中央値2.9か月、奏功率8.8%であり、ペメトレキセド投与群は生存期間中央値8.3か月、無増悪期間中央値2.9か月、奏功率9.1%と、標準療法と比べて遜色がない結果であった。また副作用はドセタキセル投与群に比べて有意に少なかった。この結果より、ペメトレキセドは既治療非小細胞肺癌に対する標準療法の一つとなった。
2008年9月29日、米食品医薬品局（FDA）は米国において、扁平上皮癌以外の組織型を示す局所進行/転移性非小細胞肺癌に対して、ペメトレキセドを、シスプラチンとともに用いる第一選択薬として承認した。注意すべきなのは、既に承認を得ていた局所進行/転移性非小細胞癌に対する第二選択としての単剤適用についても、対象が非扁平上皮癌に限定されたことである。